# Skilanglauf-Slavic-Cup
Der Slavic Cup (deutsch Slawischer Pokal) ist eine von der FIS ausgerichtete Rennserie im Skilanglauf.

## Allgemeines
Der Slavic Cup ist eine der derzeit neun Continental-Cup-Serien als Unterbau des Skilanglauf-Weltcups. Start- und punkteberechtigt im Slavic Cup sind Athleten mit FIS-Lizenz aller Nationen; jedoch können nur Athleten aus den Staaten Tschechien, Polen, der Slowakei und Ungarn über ihre Platzierungen eine Weltcup-Teilnahme erreichen. Die Punktevergabe für Rennen des Slavic Cups entspricht der bei Weltcuprennen, d. h. die 30 bestplatzierten Athleten eines Rennens erhalten Punkte, beginnend vom Sieger mit 100 Punkten bis zum 30., der noch einen Punkt erhält (siehe FIS-Punktesystem).

## Ergebnisse der Gesamtwertung

### Männer
| Saison  | Erster               | Zweiter                | Dritter           |
| ------- | -------------------- | ---------------------- | ----------------- |
| 2007/08 | Mariusz Michałek     | Václav Kupilík         | Jan Rykr          |
| 2008/09 | Mariusz Michałek     | Petr Novák             | Václav Kupilík    |
| 2009/10 | Mariusz Michałek     | Jan Rykr               | Krzysztof Stec    |
| 2010/11 | Peter Mlynár         | Maciej Staręga         | Jan Antolec       |
| 2011/12 | Aleš Razým           | Maciej Staręga         | Jan Antolec       |
| 2012/13 | Jiří Horčička        | Ondřej Horyna          | Jan Antolec       |
| 2013/14 | Jakub Graef          | Jacob Tony Kordac      | Ondřej Horyna     |
| 2014/15 | Mateusz Chowaniak    | Paweł Klisz            | Jacob Tony Kordac |
| 2015/16 | Miroslav Šulek       | Peter Mlynár           | Andrej Segeč      |
| 2016/17 | Adam Fellner         | Dušan Kožíšek          | Jonáš Bešťák      |
| 2017/18 | Andrej Segeč         | Mateusz Haratyk        | Peter Mlynár      |
| 2018/19 | Ján Koristek         | Dominik Bury           | Paweł Klisz       |
| 2019/20 | Mateusz Haratyk      | Kacper Antolec         | Peter Mlynár      |
| 2020/21 | Petr Knop            | Paul Constantin Pepene | Petrică Hogiu     |
| 2021/22 | Dominik Bury         | Maciej Staręga         | Mateusz Haratyk   |
| 2022/23 | Dmytro Drahun        | Andrej Renda           | Matej Horniak     |
| 2023/24 | Andrej Renda         | Mateusz Haratyk        | Michał Skowron    |
| 2024/25 | Dmytro Romantschenko | Dmytro Drahun          | Ruslan Denyssenko |

### Frauen
| Saison  | Erster               | Zweiter                            | Dritter                           |
| ------- | -------------------- | ---------------------------------- | --------------------------------- |
| 2007/08 | Justyna Kowalczyk    | Klara Moravcová                    | Eva Skalníková                    |
| 2008/09 | Klara Moravcová      | Eva Skalníková                     | Kamila Rajdlová                   |
| 2009/10 | Katarína Garajová    | Martina Chrástková                 | Klara Moravcová                   |
| 2010/11 | Justyna Mordarska    | Ewelina Marcisz                    | Lucia Klimková                    |
| 2011/12 | Agnieszka Szymańczak | Anna Staręga                       | Justyna Mordarska                 |
| 2012/13 | Daniela Kotschová    | Agnieszka Szymańczak               | Martyna Galewicz                  |
| 2013/14 | Sandra Schützová     | Eliška Hájková                     | Klara Moravcová                   |
| 2014/15 | Magdalena Kozielska  | Sandra Schützová                   | Barbora Klementová                |
| 2015/16 | Barbora Klementová   | Marcela Marcisz                    | Martyna Galewicz                  |
| 2016/17 | Urszula Łętocha      | Anna Sixtová                       | Eva Segečová                      |
| 2017/18 | Eliza Rucka          | Aneta Smerciaková                  | Urszula Łętocha                   |
| 2018/19 | Izabela Marcisz      | Eliza Rucka                        | Agata Watlo                       |
| 2019/20 | Magdalena Kobielusz  | Barbora Klementová                 | Karolina Kaleta Kristína Sivoková |
| 2020/21 | Karolina Kaleta      | Alena Procházková Patrīcija Eiduka |                                   |
| 2021/22 | Karolina Kukuczka    | Monika Skinder                     | Izabela Marcisz                   |
| 2022/23 | Daria Szkurat        | Andżelika Szyszka                  | Barbora Klementová                |
| 2023/24 | Wiktorija Olech      | Andżelika Szyszka                  | Magdalena Kobielusz               |
| 2024/25 | Anastassija Nikon    | Mariia Pavlenko                    | Wiktorija Olech                   |